# Coppa del Mondo di slittino 2015
La Coppa del Mondo di slittino 2014/15, trentottesima edizione della manifestazione organizzata dalla Federazione Internazionale Slittino, è iniziata il 29 novembre 2014 ad Igls in Austria e si è conclusa il 1º marzo 2015 a Soči in Russia. Si sono disputate quarantadue gare: dodici nel singolo uomini, nel singolo donne e nel doppio (delle quali tre nella neonata specialità dello sprint) e sei nella gara a squadre in nove differenti località. Nel corso della stagione si sono tenuti anche i campionati mondiali di Sigulda 2015 in Lettonia, competizione non valida ai fini della Coppa del Mondo, mentre le tappe di Lake Placid e Soči erano valide rispettivamente anche come campionati pacifico-americani e campionati europei.
Alle gare sprint potevano prendere parte solo i primi quindici classificati delle "classiche" gare del singolo uomini e donne e del doppio disputate in quella stessa tappa del circuito di Coppa, attribuendo gli stessi punteggi già previsti per le altre tipologie di gara relativamente alle classifiche delle sfere di cristallo generali; sono state inoltre istituite le Coppe di specialità per le gare sprint, che sono state assegnate a coloro che hanno disputato tutte e tre le prove facendo segnare il minor tempo nella somma delle tre discese.
Vincitori delle coppe di cristallo generali, trofeo conferito ai primi classificati nel circuito, sono stati il tedesco Felix Loch nel singolo uomini, che ha bissato il titolo ottenuto l'anno precedente, la connazionale Natalie Geisenberger nel singolo donne, riconfermando anche lei la vittoria ottenuta nella scorsa stagione, la coppia teutonica formata da Toni Eggert e Sascha Benecken è succeduta a quella composta dai connazionali Tobias Wendl e Tobias Arlt nel doppio e la nazionale di slittino della Germania ha replicato il trionfo raggiunto nel 2013/14 nella gara a squadre.

## Risultati

### Singolo uomini
| Data             | Località             | Nazione     | Tipo | Primo classificato              | Secondo classificato        | Terzo classificato              |
| ---------------- | -------------------- | ----------- | ---- | ------------------------------- | --------------------------- | ------------------------------- |
| 30 novembre 2014 | Igls                 | Austria     |      | Felix Loch Germania             | Dominik Fischnaller Italia  | Andi Langenhan Germania         |
| 30 novembre 2014 | Igls                 | Austria     | S    | Felix Loch Germania             | Dominik Fischnaller Italia  | Kevin Fischnaller Italia        |
| 5 dicembre 2014  | Lake Placid          | Stati Uniti |      | Tucker West Stati Uniti         | Wolfgang Kindl Austria      | Dominik Fischnaller Italia      |
| 13 dicembre 2014 | Calgary              | Canada      |      | Samuel Edney Canada             | Felix Loch Germania         | Christopher Mazdzer Stati Uniti |
| 13 dicembre 2014 | Calgary              | Canada      | S    | Christopher Mazdzer Stati Uniti | Tucker West Stati Uniti     | Samuel Edney Canada             |
| 4 gennaio 2015   | Schönau am Königssee | Germania    |      | Felix Loch Germania             | Andi Langenhan Germania     | Christopher Mazdzer Stati Uniti |
| 17 gennaio 2015  | Oberhof              | Germania    |      | Felix Loch Germania             | Andi Langenhan Germania     | Christopher Mazdzer Stati Uniti |
| 24 gennaio 2015  | Winterberg           | Germania    |      | Felix Loch Germania             | Stepan Fëdorov Russia       | Tucker West Stati Uniti         |
| 1º febbraio 2015 | Lillehammer          | Norvegia    |      | Wolfgang Kindl Austria          | Semën Pavličenko Russia     | Dominik Fischnaller Italia      |
| 21 febbraio 2015 | Altenberg            | Germania    |      | Felix Loch Germania             | Johannes Ludwig Germania    | Andi Langenhan Germania         |
| 22 febbraio 2015 | Altenberg            | Germania    | S    | Felix Loch Germania             | Samuel Edney Canada         | Inārs Kivlenieks Lettonia       |
| 1º marzo 2015    | Soči                 | Russia      |      | Semën Pavličenko Russia         | Aleksandr Peretjagin Russia | Felix Loch Germania             |

Legenda:

S = Sprint

### Singolo donne
| Data             | Località             | Nazione     | Tipo | Prima classificata            | Seconda classificata          | Terza classificata            |
| ---------------- | -------------------- | ----------- | ---- | ----------------------------- | ----------------------------- | ----------------------------- |
| 29 novembre 2014 | Igls                 | Austria     |      | Natalie Geisenberger Germania | Dajana Eitberger Germania     | Tatjana Hüfner Germania       |
| 30 novembre 2014 | Igls                 | Austria     | S    | Natalie Geisenberger Germania | Tatjana Hüfner Germania       | Anke Wischnewski Germania     |
| 6 dicembre 2014  | Lake Placid          | Stati Uniti |      | Natalie Geisenberger Germania | Erin Hamlin Stati Uniti       | Tatjana Hüfner Germania       |
| 12 dicembre 2014 | Calgary              | Canada      |      | Natalie Geisenberger Germania | Alex Gough Canada             | Arianne Jones Canada          |
| 13 dicembre 2014 | Calgary              | Canada      | S    | Alex Gough Canada             | Erin Hamlin Stati Uniti       | Natalie Geisenberger Germania |
| 3 gennaio 2015   | Schönau am Königssee | Germania    |      | Natalie Geisenberger Germania | Alex Gough Canada             | Dajana Eitberger Germania     |
| 18 gennaio 2015  | Oberhof              | Germania    |      | Natalie Geisenberger Germania | Tatjana Hüfner Germania       | Dajana Eitberger Germania     |
| 25 gennaio 2015  | Winterberg           | Germania    |      | Natalie Geisenberger Germania | Dajana Eitberger Germania     | Anke Wischnewski Germania     |
| 31 gennaio 2015  | Lillehammer          | Norvegia    |      | Tat'jana Ivanova Russia       | Alex Gough Canada             | Dajana Eitberger Germania     |
| 22 febbraio 2015 | Altenberg            | Germania    |      | Natalie Geisenberger Germania | Tatjana Hüfner Germania       | Dajana Eitberger Germania     |
| 22 febbraio 2015 | Altenberg            | Germania    | S    | Erin Hamlin Stati Uniti       | Dajana Eitberger Germania     | Natalie Geisenberger Germania |
| 28 febbraio 2015 | Soči                 | Russia      |      | Dajana Eitberger Germania     | Natalie Geisenberger Germania | Tat'jana Ivanova Russia       |

Legenda:

S = Sprint

### Doppio
| Data             | Località             | Nazione     | Tipo | Primi classificati                   | Secondi classificati                        | Terzi classificati                          |
| ---------------- | -------------------- | ----------- | ---- | ------------------------------------ | ------------------------------------------- | ------------------------------------------- |
| 29 novembre 2014 | Igls                 | Austria     |      | Toni Eggert Sascha Benecken Germania | Vladislav Južakov Vladimir Prochorov Russia | Peter Penz Georg Fischler Austria           |
| 30 novembre 2014 | Igls                 | Austria     | S    | Toni Eggert Sascha Benecken Germania | Peter Penz Georg Fischler Austria           | Tobias Wendl Tobias Arlt Germania           |
| 5 dicembre 2014  | Lake Placid          | Stati Uniti |      | Toni Eggert Sascha Benecken Germania | Tobias Wendl Tobias Arlt Germania           | Peter Penz Georg Fischler Austria           |
| 12 dicembre 2014 | Calgary              | Canada      |      | Toni Eggert Sascha Benecken Germania | Tobias Wendl Tobias Arlt Germania           | Tristan Walker Justin Snith Canada          |
| 13 dicembre 2014 | Calgary              | Canada      | S    | Tobias Wendl Tobias Arlt Germania    | Toni Eggert Sascha Benecken Germania        | Andris Šics Juris Šics Lettonia             |
| 3 gennaio 2015   | Schönau am Königssee | Germania    |      | Tobias Wendl Tobias Arlt Germania    | Toni Eggert Sascha Benecken Germania        | Peter Penz Georg Fischler Austria           |
| 17 gennaio 2015  | Oberhof              | Germania    |      | Tobias Wendl Tobias Arlt Germania    | Toni Eggert Sascha Benecken Germania        | Aleksandr Denis'ev Vladislav Antonov Russia |
| 24 gennaio 2015  | Winterberg           | Germania    |      | Toni Eggert Sascha Benecken Germania | Tobias Wendl Tobias Arlt Germania           | Andris Šics Juris Šics Lettonia             |
| 31 gennaio 2015  | Lillehammer          | Norvegia    |      | Tobias Wendl Tobias Arlt Germania    | Toni Eggert Sascha Benecken Germania        | Aleksandr Denis'ev Vladislav Antonov Russia |
| 21 febbraio 2015 | Altenberg            | Germania    |      | Tobias Wendl Tobias Arlt Germania    | Toni Eggert Sascha Benecken Germania        | Andris Šics Juris Šics Lettonia             |
| 22 febbraio 2015 | Altenberg            | Germania    | S    | Toni Eggert Sascha Benecken Germania | Andris Šics Juris Šics Lettonia             | Tobias Wendl Tobias Arlt Germania           |
| 28 febbraio 2015 | Soči                 | Russia      |      | Tobias Wendl Tobias Arlt Germania    | Peter Penz Georg Fischler Austria           | Andris Šics Juris Šics Lettonia             |

Legenda:

S = Sprint

### Gara a squadre
| Data             | Località             | Nazione     | Primi classificati                                                   | Secondi classificati                                                            | Terzi classificati                                                            |
| ---------------- | -------------------- | ----------- | -------------------------------------------------------------------- | ------------------------------------------------------------------------------- | ----------------------------------------------------------------------------- |
| 6 dicembre 2014  | Lake Placid          | Stati Uniti | Germania Natalie Geisenberger Felix Loch Toni Eggert Sascha Benecken | Italia Sandra Robatscher Dominik Fischnaller Christian Oberstolz Patrick Gruber | Stati Uniti Erin Hamlin Tucker West Jayson Terdiman Matthew Mortensen         |
| 4 gennaio 2015   | Schönau am Königssee | Germania    | Germania Natalie Geisenberger Felix Loch Tobias Wendl Tobias Arlt    | Stati Uniti Emily Sweeney Christopher Mazdzer Jayson Terdiman Matthew Mortensen | Canada Alex Gough Samuel Edney Tristan Walker Justin Snith                    |
| 18 gennaio 2015  | Oberhof              | Germania    | Germania Natalie Geisenberger Felix Loch Tobias Wendl Tobias Arlt    | Stati Uniti Erin Hamlin Christopher Mazdzer Jayson Terdiman Matthew Mortensen   | Russia Tat'jana Ivanova Semën Pavličenko Aleksandr Denis'ev Vladislav Antonov |
| 25 gennaio 2015  | Winterberg           | Germania    | Germania Natalie Geisenberger Felix Loch Toni Eggert Sascha Benecken | Austria Birgit Platzer Reinhard Egger Peter Penz Georg Fischler                 | Russia Ekaterina Baturina Stepan Fëdorov Aleksandr Denis'ev Vladislav Antonov |
| 1º febbraio 2015 | Lillehammer          | Norvegia    | Germania Dajana Eitberger Felix Loch Tobias Wendl Tobias Arlt        | Russia Tat'jana Ivanova Semën Pavličenko Aleksandr Denis'ev Vladislav Antonov   | Austria Birgit Platzer Wolfgang Kindl Peter Penz Georg Fischler               |
| 1º marzo 2015    | Soči                 | Russia      | Germania Dajana Eitberger Felix Loch Tobias Wendl Tobias Arlt        | Russia Tat'jana Ivanova Semën Pavličenko Aleksandr Denis'ev Vladislav Antonov   | Lettonia Elīza Tīruma Inārs Kivlenieks Andris Šics Juris Šics                 |

## Classifiche

### Singolo uomini
| Pos. | Nome                 | Nazione     | IGL | IGL S | LAP | CAL | CAL S | KÖN | OBE | WIN | LIL | ALT | ALT S | SOČ | Totale |
| ---- | -------------------- | ----------- | --- | ----- | --- | --- | ----- | --- | --- | --- | --- | --- | ----- | --- | ------ |
| 1    | Felix Loch           | Germania    | 1   | 1     | 6   | 2   | 14    | 1   | 1   | 1   | 8   | 1   | 1     | 3   | 975    |
| 2    | Andi Langenhan       | Germania    | 3   | 6     | DNF | 5   | 5     | 2   | 2   | 16  | 10  | 3   | 7     | 4   | 645    |
| 3    | Wolfgang Kindl       | Austria     | 4   | 8     | 2   | 14  | 6     | 6   | 16  | 20  | 1   | 4   | 6     | 11  | 605    |
| 4    | Dominik Fischnaller  | Italia      | 2   | 2     | 3   | 6   | 7     | 13  | 31  | 7   | 3   | 19  | –     | 8   | 556    |
| 5    | Christopher Mazdzer  | Stati Uniti | 18  | –     | 4   | 3   | 1     | 3   | 3   | 10  | 4   | DNF | –     | 6   | 547    |
| 6    | Tucker West          | Stati Uniti | 33  | –     | 1   | 7   | 2     | 10  | –   | 3   | 5   | 21  | –     | 16  | 445    |
| 7    | Samuel Edney         | Canada      | –   | –     | –   | 1   | 3     | 8   | 11  | 14  | 19  | 6   | 2     | –   | 431    |
| 8    | Aleksandr Peretjagin | Russia      | 11  | 9     | 5   | 10  | 8     | 15  | 23  | 8   | 7   | –   | –     | 2   | 423    |
| 8    | Stepan Fëdorov       | Russia      | 5   | 4     | 10  | DSQ | DSQ   | 4   | 8   | 2   | 9   | –   | –     | 7   | 423    |
| 10   | Reinhard Egger       | Austria     | 10  | 14    | 13  | 4   | 4     | 17  | 5   | 11  | 14  | 30  | –     | 13  | 396    |

### Singolo donne
| Pos. | Nome                 | Nazione     | IGL | IGL S | LAP | CAL | CAL S | KÖN | OBE | WIN | LIL | ALT | ALT S | SOČ | Totale |
| ---- | -------------------- | ----------- | --- | ----- | --- | --- | ----- | --- | --- | --- | --- | --- | ----- | --- | ------ |
| 1    | Natalie Geisenberger | Germania    | 1   | 1     | 1   | 1   | 3     | 1   | 1   | 1   | 5   | 1   | 3     | 2   | 1080   |
| 2    | Dajana Eitberger     | Germania    | 2   | 4     | 7   | 6   | 4     | 3   | 3   | 2   | 3   | 3   | 2     | 1   | 851    |
| 3    | Tatjana Hüfner       | Germania    | 3   | 2     | 3   | 4   | 6     | 5   | 2   | DNF | 7   | 2   | 6     | 5   | 727    |
| 4    | Anke Wischnewski     | Germania    | 4   | 3     | 4   | 5   | 5     | 6   | 5   | 3   | 6   | 5   | 4     | 7   | 686    |
| 5    | Erin Hamlin          | Stati Uniti | 5   | 7     | 2   | 8   | 2     | 14  | 10  | 22  | 11  | 4   | 1     | 11  | 624    |
| 6    | Martina Kocher       | Svizzera    | 9   | 6     | 17  | 13  | 12    | 7   | 6   | 9   | 16  | 7   | 5     | 10  | 472    |
| 7    | Alex Gough           | Canada      | –   | –     | –   | 2   | 1     | 2   | 4   | 5   | 2   | –   | –     | –   | 470    |
| 8    | Kimberley McRae      | Canada      | 6   | 8     | 11  | 7   | 8     | 9   | 12  | 11  | 8   | 6   | 7     | –   | 457    |
| 9    | Emily Sweeney        | Stati Uniti | 7   | 12    | 5   | 10  | 15    | 4   | 16  | 10  | 23  | 9   | 10    | –   | 409    |
| 10   | Arianne Jones        | Canada      | –   | –     | 9   | 3   | 7     | 10  | 19  | 7   | 10  | 8   | 11    | –   | 371    |

### Doppio
| Pos. | Nome                                 | Nazione     | IGL | IGL S | LAP | CAL | CAL S | KÖN | OBE | WIN | LIL | ALT | ALT S | SOČ | Totale |
| ---- | ------------------------------------ | ----------- | --- | ----- | --- | --- | ----- | --- | --- | --- | --- | --- | ----- | --- | ------ |
| 1    | Toni Eggert Sascha Benecken          | Germania    | 1   | 1     | 1   | 1   | 2     | 2   | 2   | 1   | 2   | 2   | 1     | 7   | 1071   |
| 2    | Tobias Wendl Tobias Arlt             | Germania    | 4   | 3     | 2   | 2   | 1     | 1   | 1   | 2   | 1   | 1   | 3     | 1   | 1055   |
| 3    | Juris Šics Andris Šics               | Lettonia    | 11  | 4     | 4   | 4   | 3     | 4   | 5   | 3   | 5   | 3   | 2     | 3   | 749    |
| 4    | Peter Penz Georg Fischler            | Austria     | 3   | 2     | 3   | 9   | –     | 3   | 4   | 9   | 11  | 4   | 4     | 2   | 672    |
| 5    | Christian Oberstolz Patrick Gruber   | Italia      | 6   | 6     | 7   | 5   | 6     | 6   | 6   | 5   | 4   | 8   | 9     | 4   | 607    |
| 6    | Vladislav Južakov Vladimir Prochorov | Russia      | 2   | 8     | 5   | 7   | 5     | 11  | 13  | 8   | 6   | –   | –     | 6   | 489    |
| 7    | Matthew Mortensen Jayson Terdiman    | Stati Uniti | 7   | 10    | 6   | 12  | 7     | 8   | 9   | 11  | 12  | 11  | 6     | 9   | 480    |
| 8    | Ludwig Rieder Patrick Rastner        | Italia      | 12  | 7     | 10  | 8   | 8     | –   | 8   | 4   | 9   | 5   | 10    | –   | 430    |
| 9    | Tristan Walker Justin Snith          | Canada      | 19  | –     | 9   | 3   | 4     | 9   | 20  | DNS | 7   | 6   | 5     | –   | 402    |
| 10   | Florian Gruber Simon Kainzwaldner    | Italia      | 5   | 5     | 15  | 11  | 10    | 13  | 15  | 15  | 10  | 10  | 12    | –   | 392    |

### Gara a squadre
| Pos. | Nome        | LAP | KÖN | OBE | WIN | LIL | SOČ | Totale |
| ---- | ----------- | --- | --- | --- | --- | --- | --- | ------ |
| 1    | Germania    | 1   | 1   | 1   | 1   | 1   | 1   | 600    |
| 2    | Russia      | 5   | 5   | 3   | 3   | 2   | 2   | 420    |
| 3    | Stati Uniti | 3   | 2   | 2   | 6   | 5   | 4   | 405    |
| 4    | Austria     | 6   | DNF | 6   | 2   | 3   | 5   | 310    |
| 5    | Lettonia    | –   | 4   | 5   | 4   | 6   | 3   | 295    |
| 6    | Canada      | 4   | 3   | 4   | –   | 4   | –   | 250    |
| 7    | Italia      | 2   | 6   | –   | 5   | DNF | –   | 190    |
| 8    | Polonia     | –   | 9   | 7   | 8   | 7   | DNF | 173    |
| 9    | Romania     | 7   | 8   | 9   | DNF | 8   | –   | 169    |
| 10   | Ucraina     | –   | –   | 8   | 7   | –   | 6   | 138    |

### Sprint singolo uomini
| Pos. | Nome           | Nazione  | IGL    | CAL    | ALT    | Totale   |
| ---- | -------------- | -------- | ------ | ------ | ------ | -------- |
| 1    | Andi Langenhan | Germania | 33"469 | 30"980 | 33"071 | 1'37"520 |
| 2    | Wolfgang Kindl | Austria  | 33"512 | 31"014 | 33"047 | 1'37"573 |
| 3    | Felix Loch     | Germania | 33"298 | 31"666 | 32"826 | 1'37"790 |
| 4    | David Mair     | Italia   | 33"527 | 31"281 | 33"344 | 1'38"152 |
| 5    | –              | –        | –      | –      | –      | –        |

### Sprint singolo donne
| Pos. | Nome                 | Nazione     | IGL    | CAL    | ALT    | Totale   |
| ---- | -------------------- | ----------- | ------ | ------ | ------ | -------- |
| 1    | Natalie Geisenberger | Germania    | 31"396 | 31"825 | 37"901 | 1'41"122 |
| 2    | Erin Hamlin          | Stati Uniti | 31"706 | 31"759 | 37"751 | 1'41"216 |
| 3    | Dajana Eitberger     | Germania    | 31"510 | 31"869 | 37"896 | 1'41"275 |
| 4    | Anke Wischnewski     | Germania    | 31"504 | 31"950 | 37"910 | 1'41"364 |
| 5    | Tatjana Hüfner       | Germania    | 31"502 | 31"954 | 37"964 | 1'41"420 |

### Sprint doppio
| Pos. | Nome                               | Nazione     | IGL    | CAL    | ALT    | Totale   |
| ---- | ---------------------------------- | ----------- | ------ | ------ | ------ | -------- |
| 1    | Toni Eggert Sascha Benecken        | Germania    | 31"396 | 36"798 | 27"790 | 1'35"984 |
| 2    | Tobias Wendl Tobias Arlt           | Germania    | 31"539 | 36"729 | 27"843 | 1'36"111 |
| 3    | Juris Šics Andris Šics             | Lettonia    | 31"586 | 36"808 | 27"817 | 1'36"211 |
| 4    | Christian Oberstolz Patrick Gruber | Italia      | 31"638 | 36"933 | 28"138 | 1'36"709 |
| 5    | Matthew Mortensen Jayson Terdiman  | Stati Uniti | 31"712 | 36"939 | 28"099 | 1'36"750 |